# Lámbros Konstandáras
Lámbros Konstandáras (grec moderne : Λάμπρος Κωνσταντάρας) né le 13 mars 1913 à Athènes et mort dans cette même ville le 28 juin 1985 était un acteur grec.
Il entra à l'école navale de Corfou en 1930, mais dut la quitter après avoir été traduit en cour martiale en 1934. Il se rendit alors à Paris où il étudia le théâtre. Il fit ses débuts sous la direction de Louis Jouvet au théâtre de l'Athénée. Il rentra en Grèce à l'été 1938 et y poursuivit sa carrière d'acteur.
Lámbros Konstandáras interpréta plus de 190 pièces de théâtre durant sa carrière. 
Il est le frère de l'actrice Mítsi Konstandára et le père du député Nouvelle Démocratie Dimitri Konstandáras.
Il fit deux accidents vasculaires cérébraux : l'un en 1978 et l'autre en 1983. Il décéda en 1985.
Le théâtre municipal d'Aigáleo porte son nom.

## Filmographie sélective
Lámbros Konstandáras fit quelques apparitions dans des films français au début des années 1930. Il tourna dans plus de 75 films grecs.
- 1939 : Le Chant du départ
- 1943 : La Voix du cœur
- 1946 : Visages oubliés
- 1947 : Marina
- 1956 : Jaloux comme un tigre
- 1961 : Aliki dans la marine
- 1964 : La Flambeuse
- 1966 : Ma Fille la socialiste